# Placide Lubamba
Placide Lubamba Ndjibu MAfr (ur. 26 października 1959 w Lubumbashi) – kongijski duchowny katolicki, biskup Kasongo od 2014.

## Życiorys

### Prezbiterat
Święcenia kapłańskie przyjął 27 lipca 1991 w zgromadzeniu Ojców Białych. Pracował na terenie Burkina Faso, Belgii, Tanzanii oraz ojczystego kraju. W 2010 został przełożonym środkowoafrykańskiej prowincji zakonnej.

### Episkopat
11 marca 2014 papież Franciszek mianował go biskupem ordynariuszem diecezji Kasongo. Sakry biskupiej udzielił mu 31 maja 2014 metropolita Bukavu - arcybiskup François-Xavier Maroy.